# Philipp von Reichenbach
Heinrich Philipp Andreas von Reichenbach (* 3. September 1783 in Calbe (Saale); † 11. April 1852 in Königsberg) war ein preußischer Generalleutnant.

## Leben

### Herkunft
Philipp war ein Sohn des Herrn auf Karge Johann Friedrich Aribert von Reichenbach (1735–1790) und dessen zweiter Ehefrau Beate Sophie, geborene Wiegleb (1752–1814). Die Vorfahren erhielten 1474 zu Augsburg den Wappenbrief und wurden 1719 zu Wien nobilitiert.

### Militärkarriere
Reichenbach war zunächst Kadett in Berlin und wurde am 29. März 1800 als Fähnrich im Infanterieregiment „Braunschweig-Wolfenbüttel“ der Preußischen Armee angestellt. Ende Februar 1804 avancierte er zum Sekondeleutnant und kam am 25. September 1804 in ein Grenadierbataillon, das sich aus den Grenadierkompanien seines bisherigen Regiments sowie des Regiments des Prinzen August Ferdinand formierte. Im Vierten Koalitionskrieg kämpfte Reichenbach in der Schlacht bei Auerstedt und geriet mit der Kapitulation von Erfurt in Gefangenschaft.
Nach dem Frieden von Tilsit wurde er am 14. November 1808 als Kapitän entlassen, da er nun westphälischer Untertan war. Daraufhin trat er zwei Jahre später in westphälische Dienste und wurde als Premierleutnant im Chasseur-Regiment angestellt. 1811 folgte seine Beförderung zum Hauptmann und 1812 nahm Reichenbach während des Russlandfeldzuges an den Schlachten bei Smolensk und Borodino teil. Nach dem Zusammenbruch des Königreichs Westphalen wechselte er wieder in preußische Dienste und kam am 28. Oktober 1813 als Premierleutnant in das Elb-Infanterie-Regiment. Während der Befreiungskriege kämpfte er in den Schlachten bei Leipzig und Waterloo, wo er das Eiserne Kreuz II. Klasse erwarb, sowie der Blockade von Stettin und der Belagerung von Antwerpen. 
Am 1. September 1815 wurde Reichenbach zum Kapitän befördert und am 9. Januar 1816 als Generalstabsoffizier zur Truppenbrigade nach Erfurt versetzt. Mitte Dezember 1816 erhielt er den Orden des Heiligen Wladimir IV. Klasse. Am 30. März 1821 kam er als Major in den Generalstab der 8. Division und nach zwei Jahren in das Generalkommando des V. Armee-Korps. Im Jahr 1828 wurde er mit dem Dienstkreuz ausgezeichnet, bevor er am 30. März 1833 als Chef eines Kriegstheaters zum Großen Generalstab versetzt wurde. In dieser Stellung stieg Reichenbach Ende März 1836 zum Oberstleutnant auf und wurde am 30. März 1837 zum Chef des Generalstabes des I. Armee-Korps ernannt. Dort wurde er am 30. März 1838 zum Oberst befördert und am 8. September 1840 erhielt er den Roten Adlerorden III. Klasse mit Schleife. Am 7. April 1842 kam Reichenbach als Kommandant in die Festung Thorn. Dort wurde er am 30. März 1844 Generalmajor und am 11. Juli 1848 erhielt er seinen Abschied mit dem Charakter als Generalleutnant und Pension. Er starb am 11. April 1852 in Königsberg.

### Familie
Reichenbach heiratete am 10. Juni 1818 in Erfurt Franziska Henriette von Schwichow (1799–1825). Das Paar hatte mehrere Kinder:
- Albertine Julie Marie (1819–1891) ⚭ 1839 Ferdinand von Ernest (1791–1867), preußischer Geheimer Regierungsrat, Sohn von Johann Viktor von Ernest
- Wilhelm Heinrich Hugo (1820–1887), Tiermaler der Düsseldorfer Schule

⚭ 4. April 1864 Anna Dorothea Charlotte Clara Püttisch
⚭ 21. Juli 1870 Emilie Maira Amalie Hankwitz (* 1840)
- Bernhard Philipp Otto (1822–1841)
- Philipp Paul Wilhelm (1823–1824)
- Ulrike (*/† 1825)

Nach dem Tod seiner ersten Frau heiratete er am 1. März 1826 in Nemitz Wilhelmine Karoline Friederike Ulrike von Schwichow (1795–1827) aus dem Haus Barlin in Pommern. Aus der Ehe ging eine Tochter (*/† 1827) hervor, die jedoch nach wenigen Tagen verstarb. 
Am 21. Oktober 1827 heiratete er in Börnchen, Kreis Bolkenheim Luise Karoline Frederike von Buri (1794–1866), eine Tochter von Ernst Carl Ludwig Ysenburg von Buri (1746–1806). Dieser Ehe entstammte:
- Sohn (*/† 1829)
- Louis Philipp Aribert (1834–1870), Hauptmann, gefallen bei Colombey ⚭ Marie Pauline Ottilie von Holzenbecher (1838–1908)